# Saint-Hilaire-le-Lierru
Pour les articles homonymes, voir Saint-Hilaire.
Saint-Hilaire-le-Lierru est une commune française, située dans le département de la Sarthe en région Pays de la Loire, devenue le 1er janvier 2016 une commune déléguée au sein de la commune nouvelle de Tuffé-Val-de-la-Chéronne.
Elle est peuplée de 132 habitants.
Bien que située dans la région naturelle du Perche sarthois, la commune fait partie de la province historique du Maine.

## Géographie
La commune appartient à l'Ouest du Perche et dépend du canton de La Ferté-Bernard.
|                                                 | Boëssé-le-Sec           |                   |
| Tuffé (comm. nouv. de Tuffé-Val-de-la-Chéronne) | Saint-Hilaire-le-Lierru | Sceaux-sur-Huisne |
|                                                 | Vouvray-sur-Huisne      |                   |

## Toponymie
Le gentilé est Saint-Hilairien.

## Histoire
Le 1er janvier 2016, Saint-Hilaire-le-Lierru intègre avec Tuffé autres communes la commune de Tuffé-Val-de-la-Chéronne créée sous le régime juridique des communes nouvelles instauré par la loi no 2010-1563 du 16 décembre 2010 de réforme des collectivités territoriales. Les communes de Saint-Hilaire-le-Lierru et Tuffé deviennent des communes déléguées et Tuffé est le chef-lieu de la commune nouvelle.

## Politique et administration
| Période                                  | Période       | Identité                         | Étiquette | Qualité               |
| ---------------------------------------- | ------------- | -------------------------------- | --------- | --------------------- |
| avant 1995                               | 1995          | Christian de La Villesbrunne     | DVD       |                       |
| 1995                                     | décembre 2015 | Yvan Le Saige de La Villesbrunne | SE        | Entrepreneur agricole |
| Les données manquantes sont à compléter. |               |                                  |           |                       |

## Démographie
En 2020, la commune comptait 132 habitants. Depuis 2004, les enquêtes de recensement dans les communes de moins de 10 000 habitants ont lieu tous les cinq ans (en 2005, 2010, 2015, etc. pour Saint-Hilaire-le-Lierru) et les chiffres de population municipale légale des autres années sont des estimations.
| 1793 | 1800 | 1806 | 1821 | 1831 | 1836 | 1841 | 1846 | 1851 |
| ---- | ---- | ---- | ---- | ---- | ---- | ---- | ---- | ---- |
| 273  | 308  | 307  | 320  | 310  | 276  | 280  | 244  | 268  |

| 1856 | 1861 | 1866 | 1872 | 1876 | 1881 | 1886 | 1891 | 1896 |
| ---- | ---- | ---- | ---- | ---- | ---- | ---- | ---- | ---- |
| 272  | 271  | 247  | 246  | 237  | 235  | 251  | 225  | 232  |

| 1901 | 1906 | 1911 | 1921 | 1926 | 1931 | 1936 | 1946 | 1954 |
| ---- | ---- | ---- | ---- | ---- | ---- | ---- | ---- | ---- |
| 241  | 265  | 266  | 246  | 225  | 215  | 223  | 242  | 224  |

| 1962 | 1968 | 1975 | 1982 | 1990 | 1999 | 2005 | 2010 | 2015 |
| ---- | ---- | ---- | ---- | ---- | ---- | ---- | ---- | ---- |
| 174  | 135  | 112  | 91   | 94   | 117  | 132  | 137  | 142  |

| 2018 | - | - | - | - | - | - | - | - |
| ---- | - | - | - | - | - | - | - | - |
| 131  | - | - | - | - | - | - | - | - |

## Lieux et monuments
- Le manoir de la Cour (privé), construit entre 1524 et 1557 par Marin Le Voyer.
- La maison du Cœur (privée). Elle tire son nom du cœur sculpté sur sa façade (XVIe siècle).
- Église paroissiale Saint-Hilaire : mentionnée pour la première fois entre 1080 et 1100 dans le capitulaire de l'abbaye Saint-Vincent du Mans. Elle fut donnée par Hugues Timun à cette abbaye.